# Kerem Tunçeri

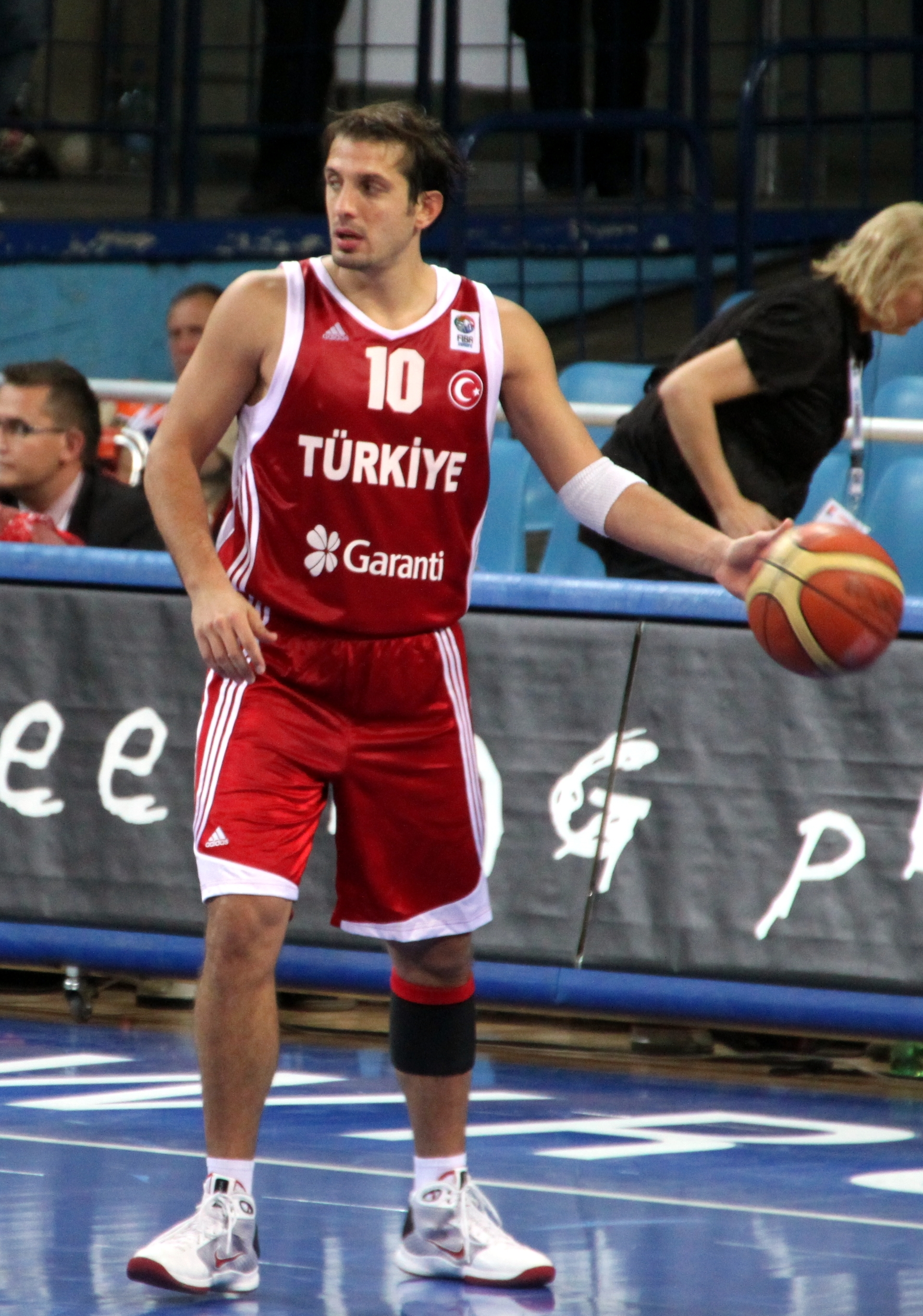
Imagem do basquetebolista turco Karem Tunçeri.

Kerem Tunçeri (İstanbul, 14 de abril de 1979) é um basquetebolista profissional turco, atualmente joga no Efes Pilsen.